# Willy Schärer
Willy Schärer   (Berna, 20 de setembre de 1903 - Berna, 20 de novembre de 1982) va ser un atleta suís que va competir durant la dècada de 1920.
El 1924 va prendre part en els Jocs Olímpics de París, on guanyà la medalla de plata en la prova dels 1.500 metres del programa d'atletisme.

## Millors marques
- 1.500 metres llisos. 3' 55.0" (1924)[1][2]